# Theretra
Theretra este un gen de molii din familia Sphingidae. 

## Specii
- Theretra acuta Vaglia & Liyous, 2010
- Theretra alecto (Linnaeus, 1758)
- Theretra alorica Eitschberger, 2010
- Theretra arfakmontensis Eitschberger, 2010
- Theretra baliensis Eitschberger, 2010
- Theretra boisduvalii (Bugnion, 1839)
- Theretra cajus (Cramer, 1777)
- Theretra capensis (Linnaeus, 1764)
- Theretra castanea (Moore, 1872)
- Theretra catherinae Vaglia & Kitching, 2010
- Theretra celata (Butler, 1877)
- Theretra clotho (Drury, 1773)
- Theretra floresica Eitschberger, 2010
- Theretra gala Cadiou, 1999
- Theretra gnoma (Fabricius, 1775)
- Theretra griseomarginata (Hampson, 1898)
- Theretra halimuni Eitschberger, 2010
- Theretra hausmanni Eitschberger, 2000
- Theretra improvisa Darge, 2006
- Theretra incarnata Rothschild & Jordan, 1903
- Theretra indistincta (Butler, 1877)
- Theretra inornata (Walker, 1865)
- Theretra insignis (Butler, 1882)
- Theretra insularis (Swinhoe, 1892)
- Theretra japonica (Boisduval, 1869)
- Theretra jugurtha (Boisduval, 1875)
- Theretra kuehni Rothschild, 1900
- Theretra latreillii (WS Macleay, 1826)
- Theretra lifuensis Rothschild, 1894
- Theretra lomblenica Eitschberger, 2010
- Theretra lombokensis Eitschberger, 2010
- Theretra lycetus (Cramer, 1775)
- Theretra manilae Clark, 1922
- Theretra mansoni Clark, 1924
- Theretra margarita (Kirby, 1877)
- Theretra molops Jordan, 1926
- Theretra monteironis (Butler, 1882)
- Theretra muricolor Jordan, 1926
- Theretra natashae Cadiou, 1995
- Theretra nessus (Drury, 1773)
- Theretra oldenlandiae (Fabricius, 1775)
- Theretra orpheus (Herrich-Schaffer, 1854)
- Theretra pallicosta (Walker, 1856)
- Theretra pantarica Eitschberger, 2010
- Theretra papuensis Eitschberger, 2009
- Theretra perkeo Rothschild & Jordan, 1903
- Theretra polistratus Rothschild, 1904
- Theretra queenslandi (Lucas, 1891)
- Theretra radiosa Rothschild & Jordan, 1916
- Theretra rhesus (Boisduval, 1875)
- Theretra silhetensis (Walker, 1856)
- Theretra suffusa (Walker, 1856)
- Theretra sugii Cadiou, 1995
- Theretra sumatrensis (Joicey & Kaye, 1917)
- Theretra sumbaensis Eitschberger, 2010
- Theretra tabibulensis Lachlan, 2009[1]
- Theretra tessmanni Gehlen, 1927
- Theretra tibetiana Vaglia & Haxaire, 2010
- Theretra timorensis Eitschberger, 2010
- Theretra tomasi Haxaire & Melichar, 2008
- Theretra tryoni (Miskin, 1891)
- Theretra turneri (Lucas, 1891)
- Theretra viridis Basquin, 1992
- Theretra wetanensis Eitschberger, 2010

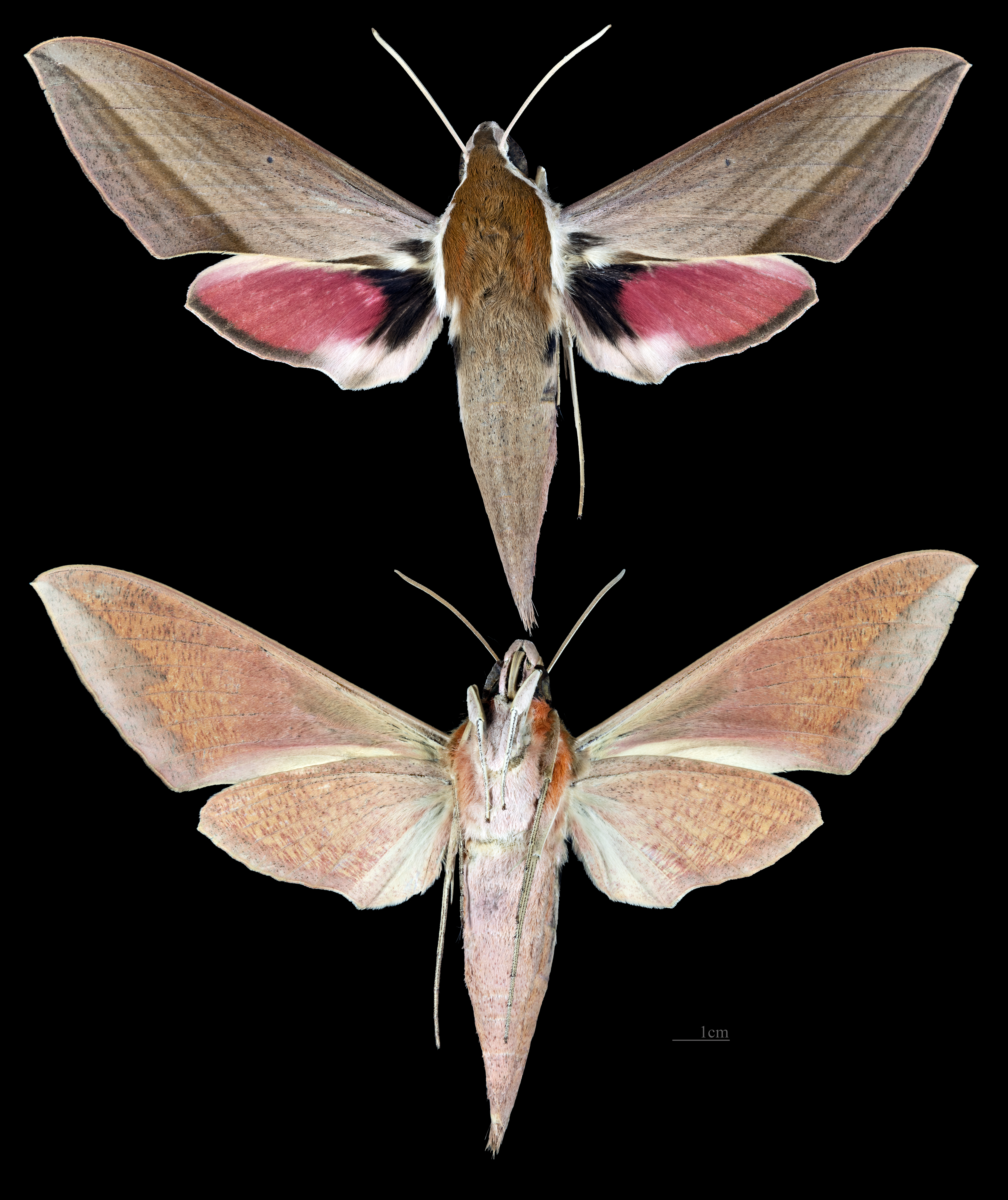
Theretra alecto
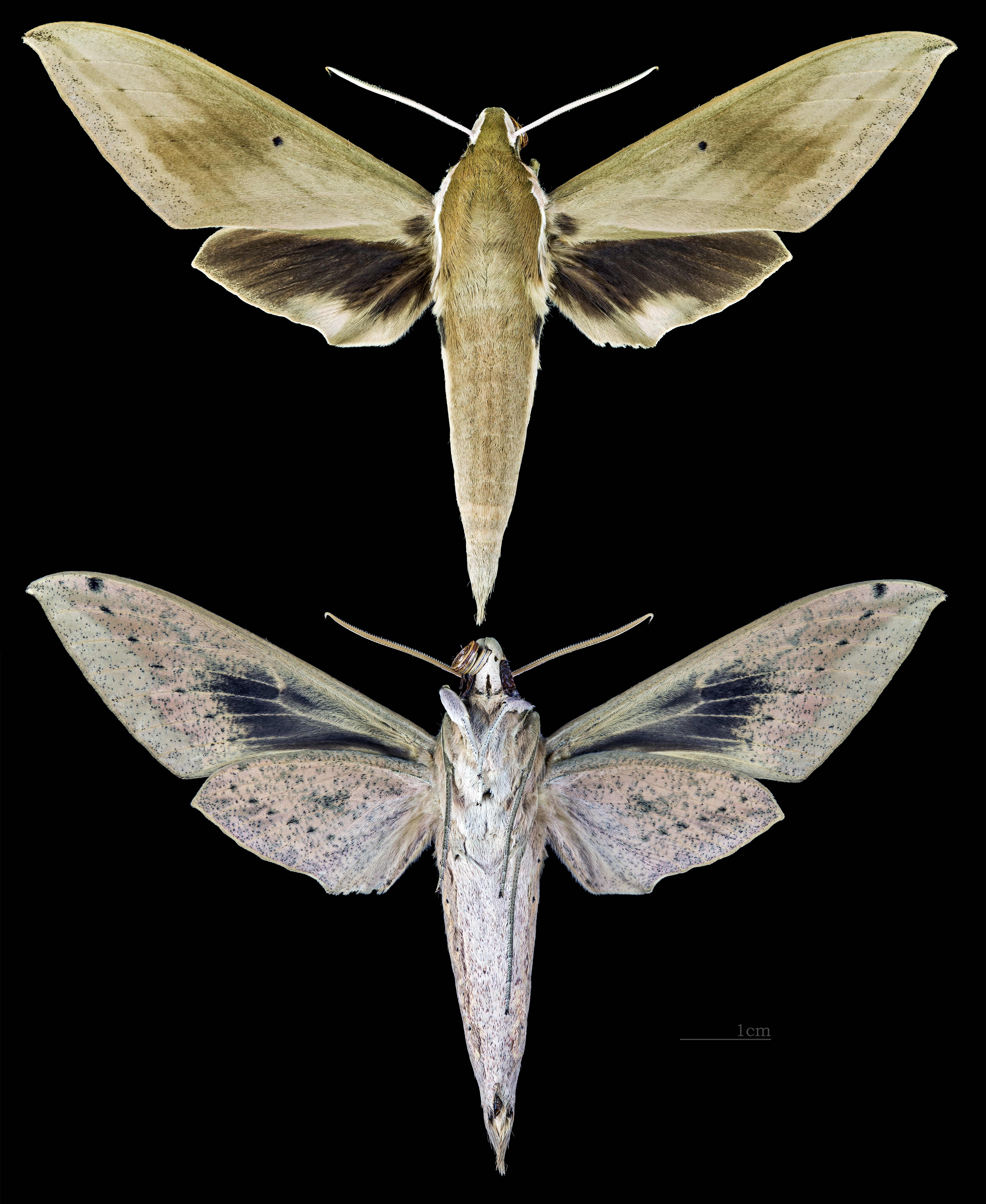
Theretra boisduvalii
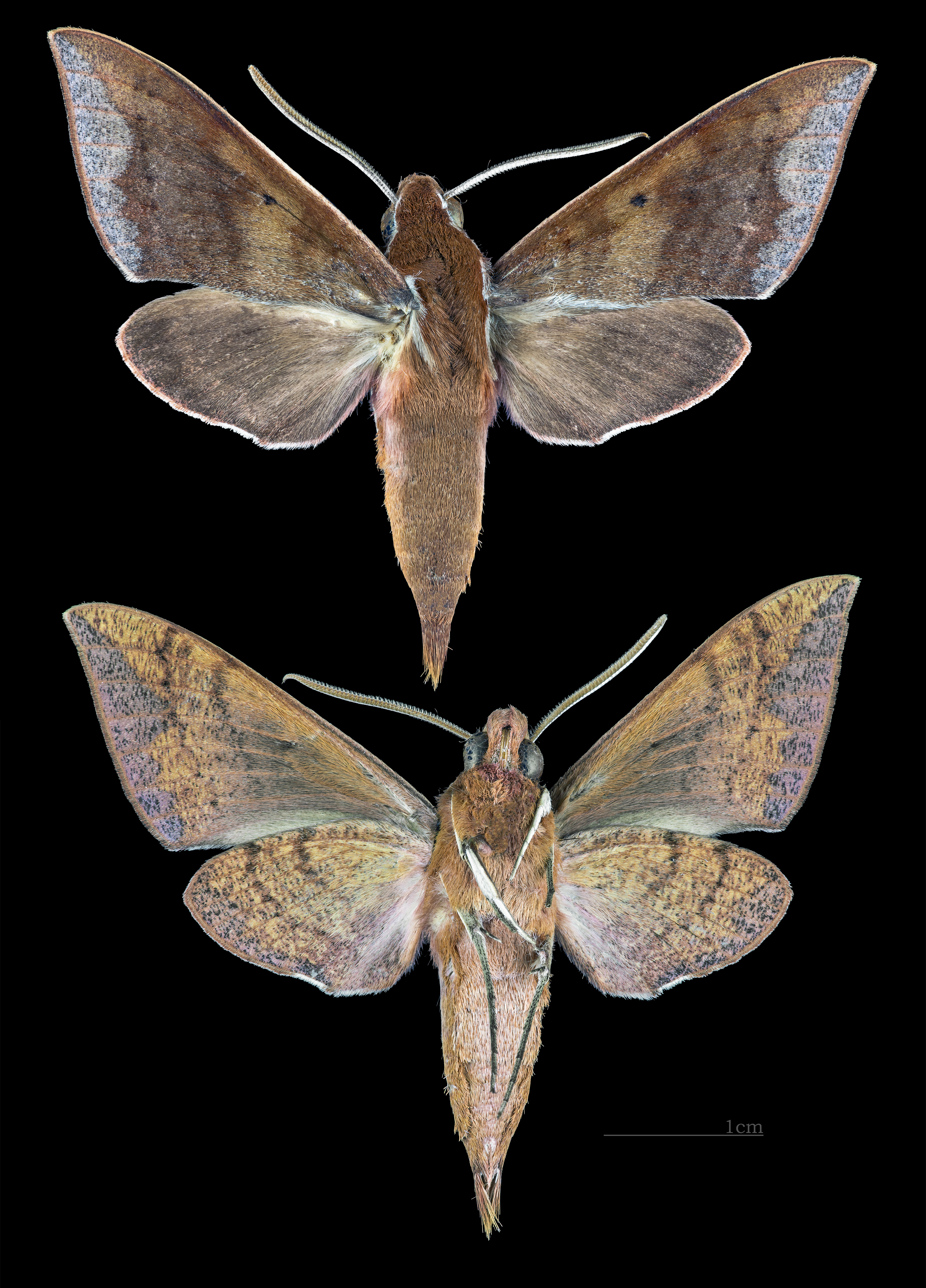
Theretra castanea
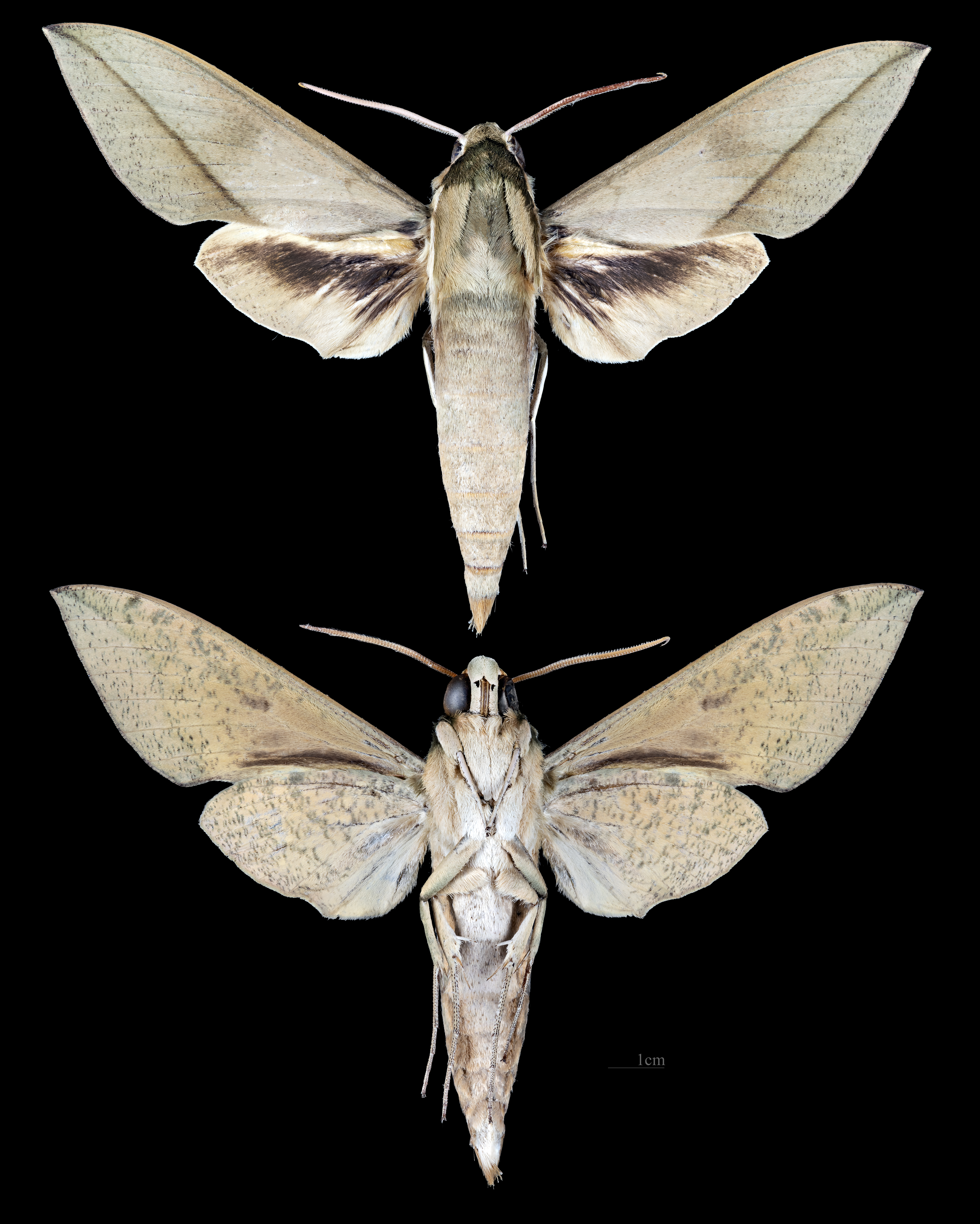
Theretra celata
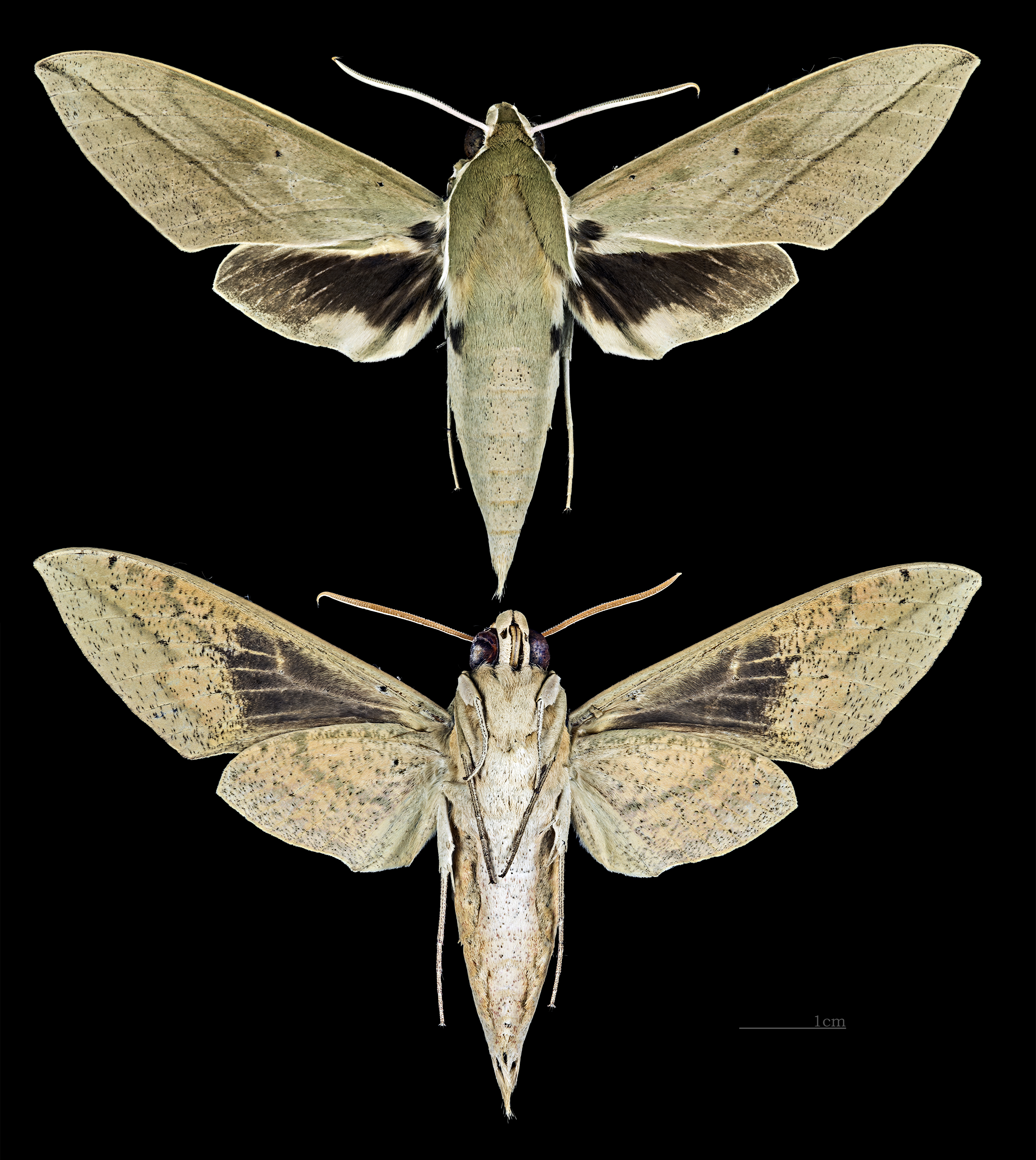
Theretra clotho
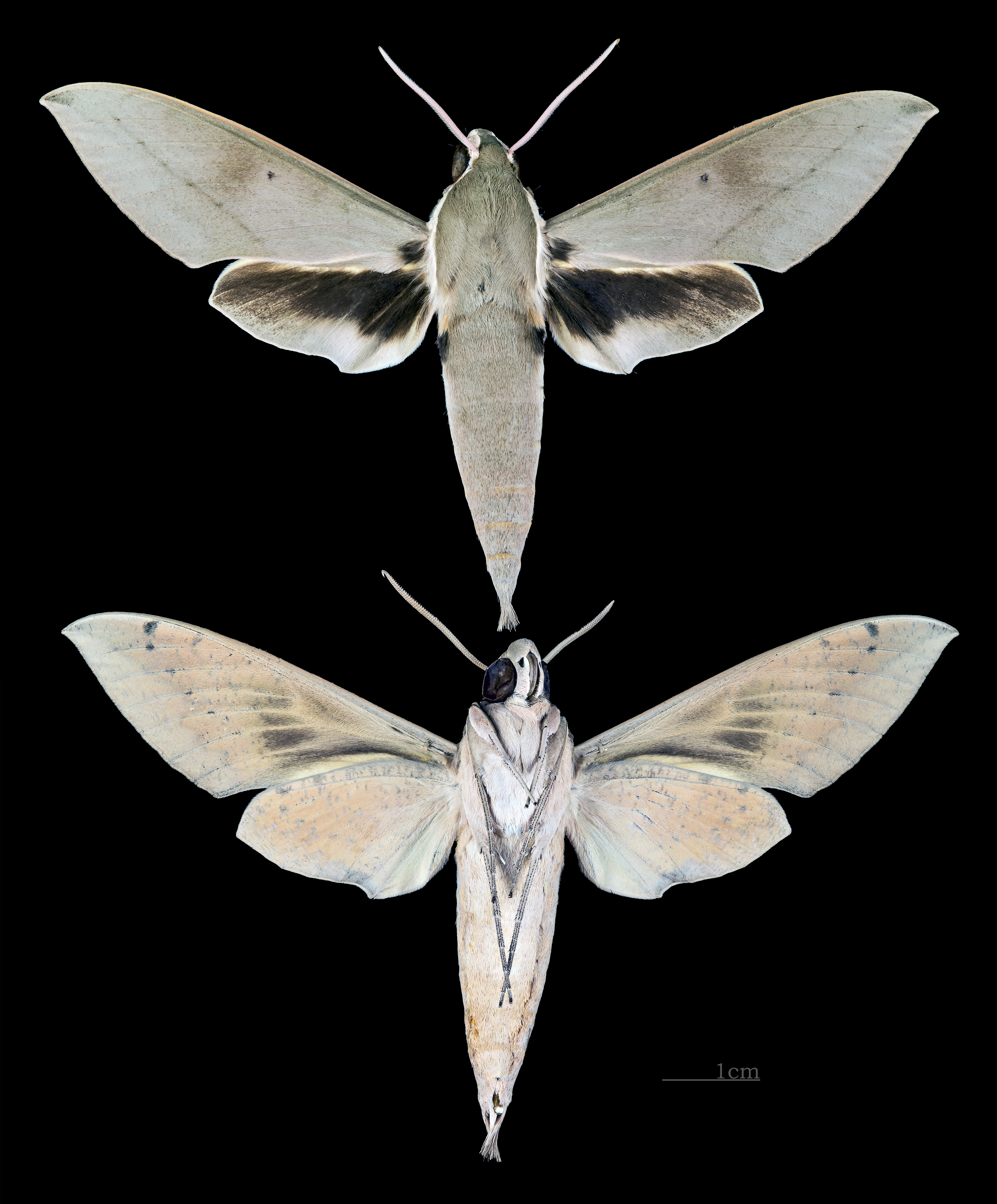
Theretra gnoma
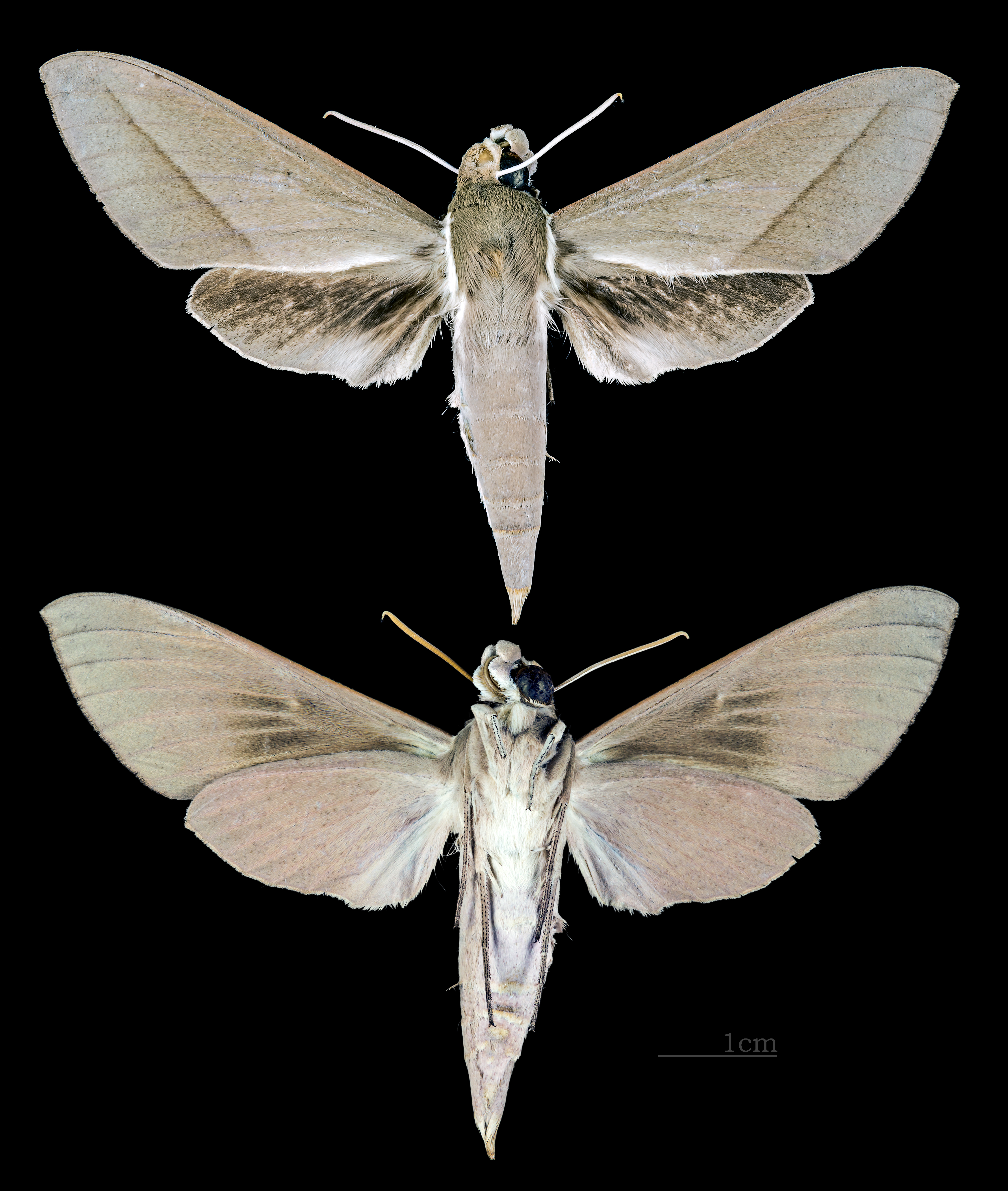
Theretra incarnata
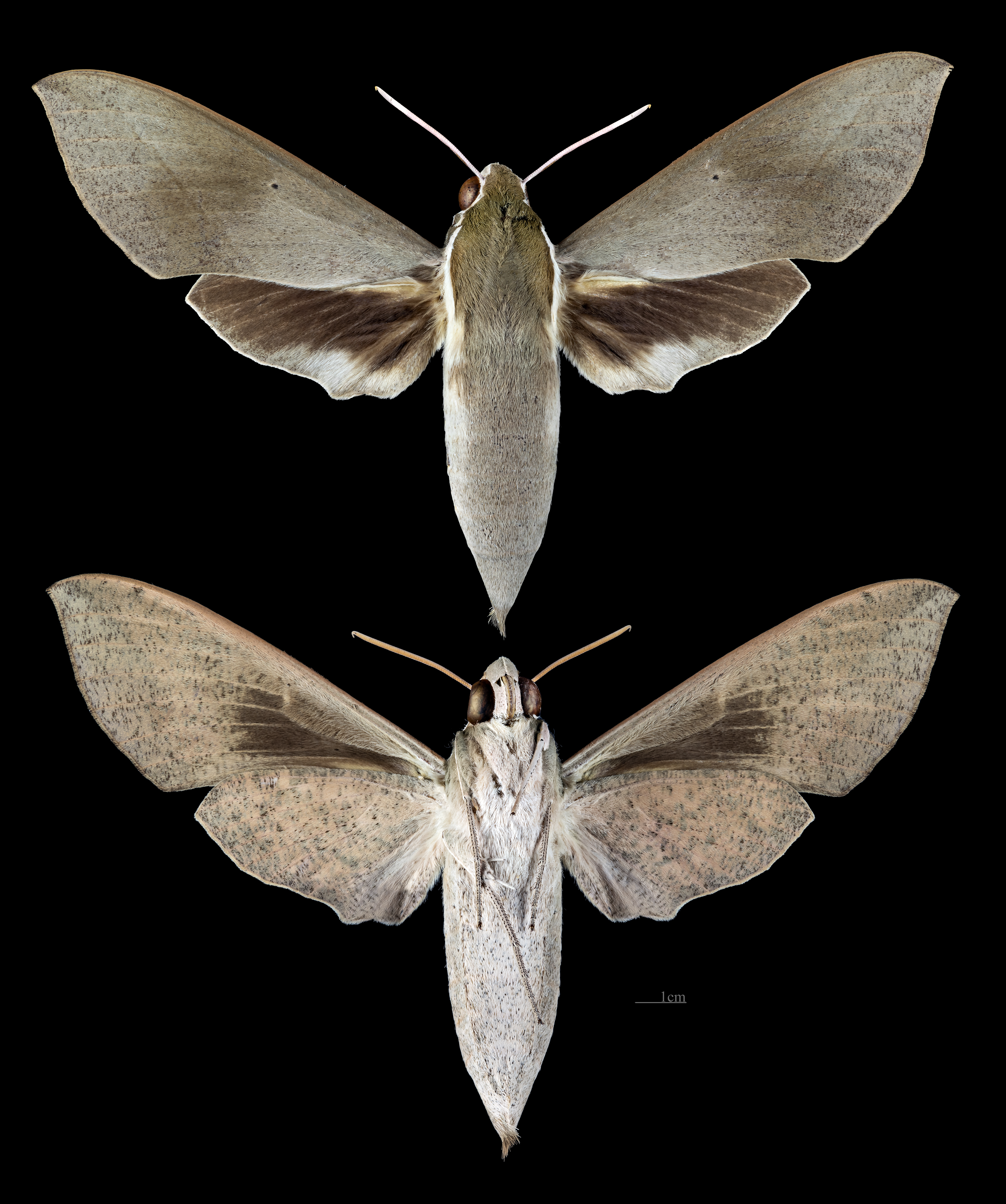
Theretra indistincta
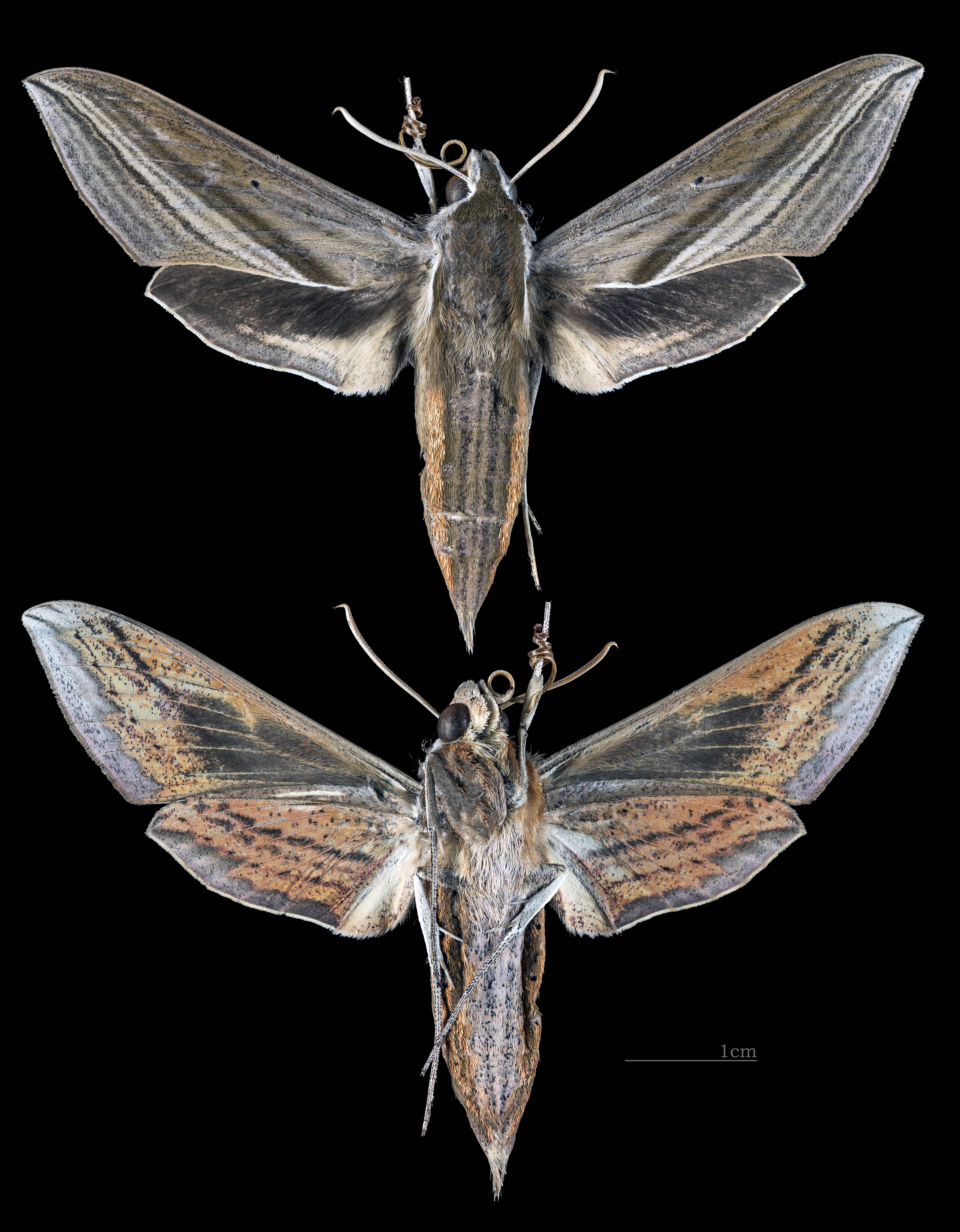
Theretra japonica
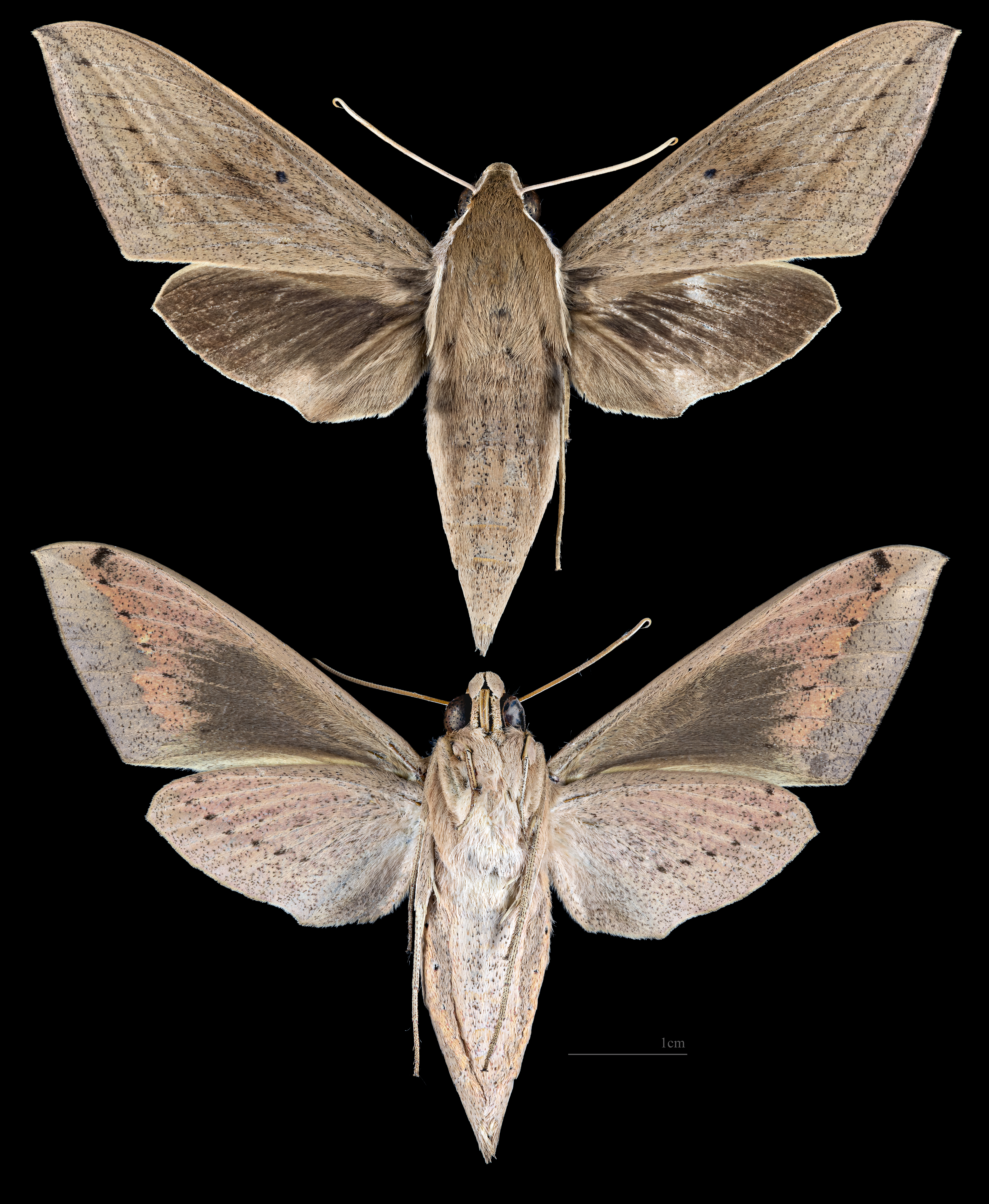
Theretra latreillii
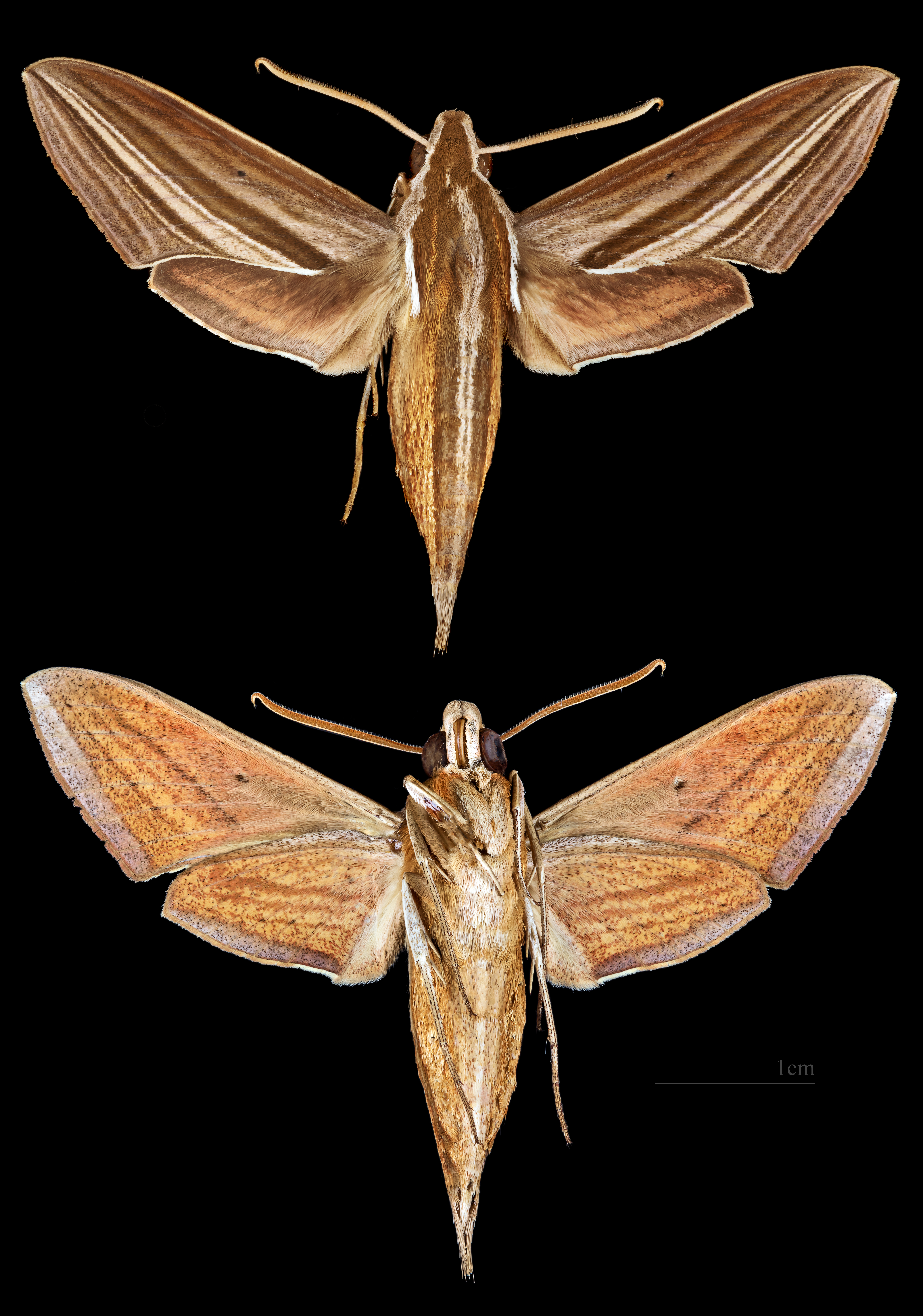
Theretra lycetus
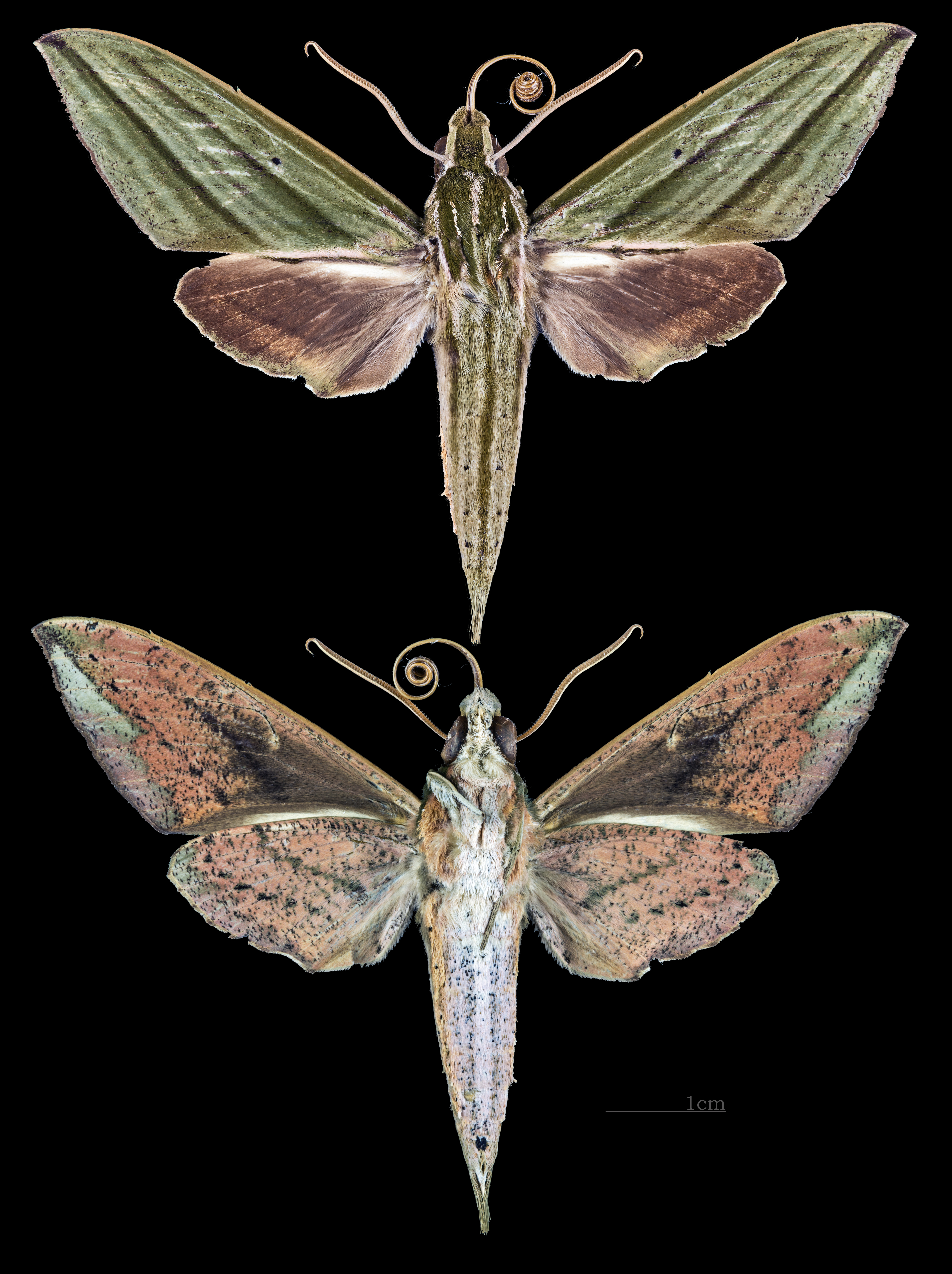
Theretra manilae
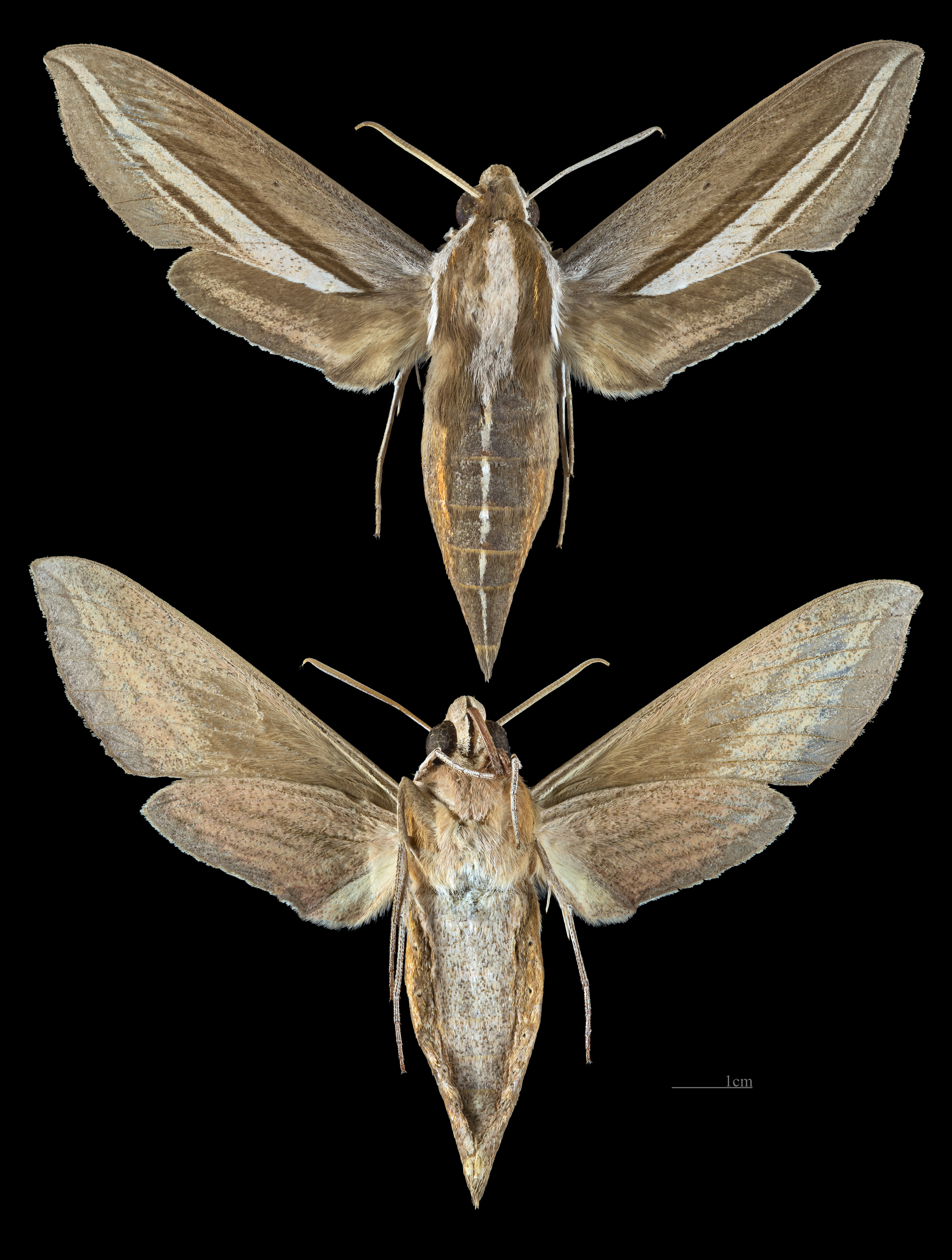
Theretra margarita
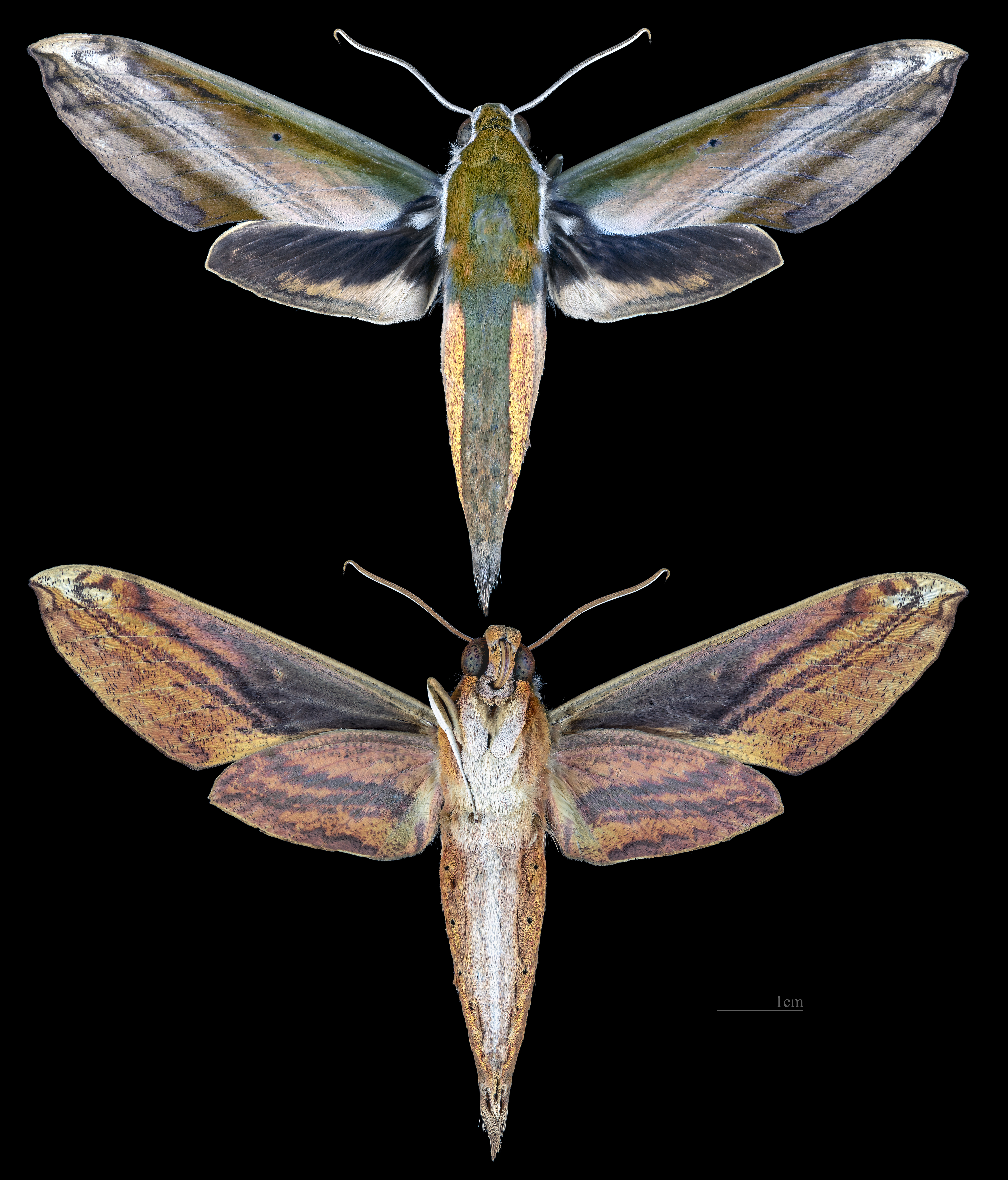
Theretra nessus
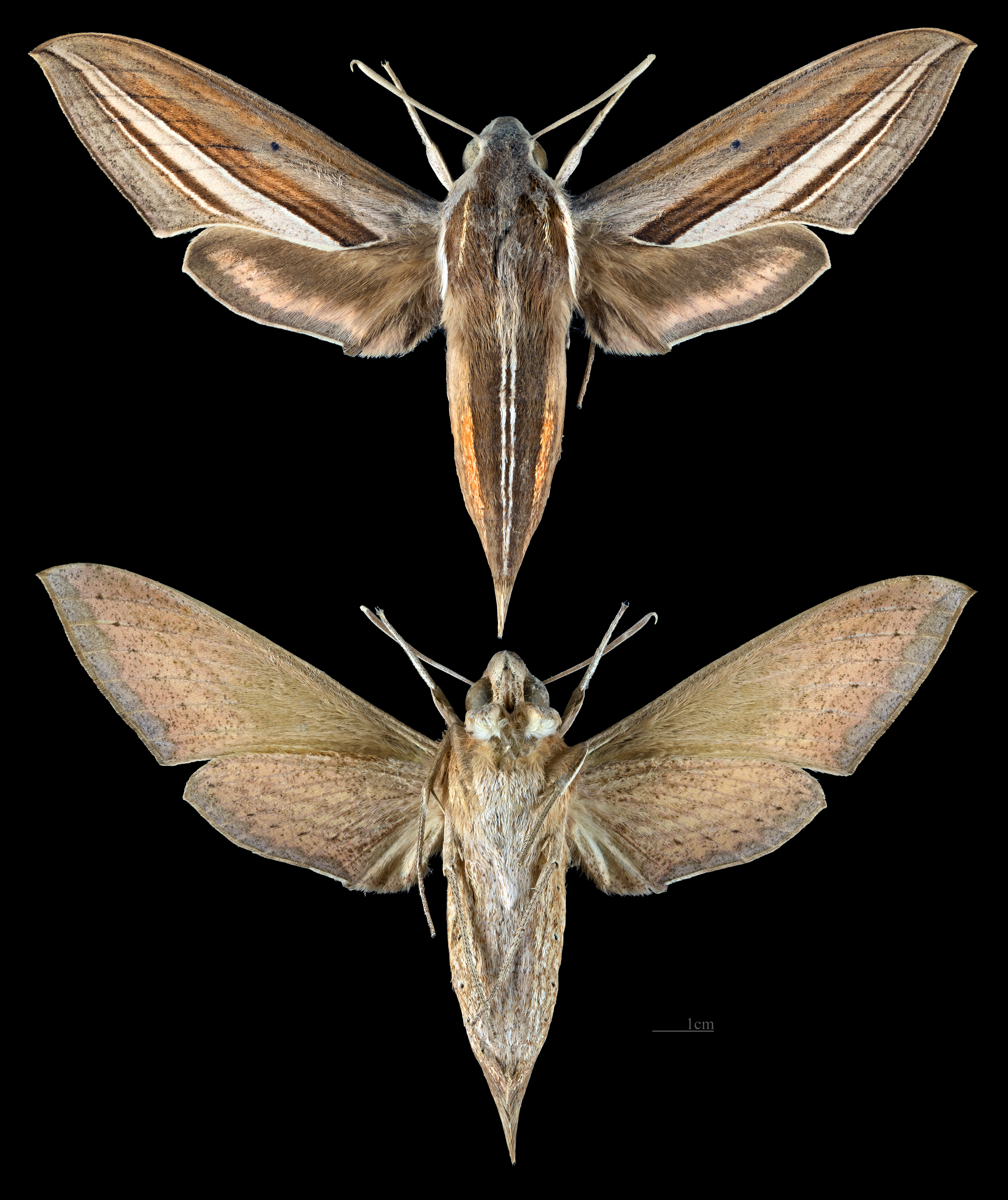
Theretra oldenlandiae
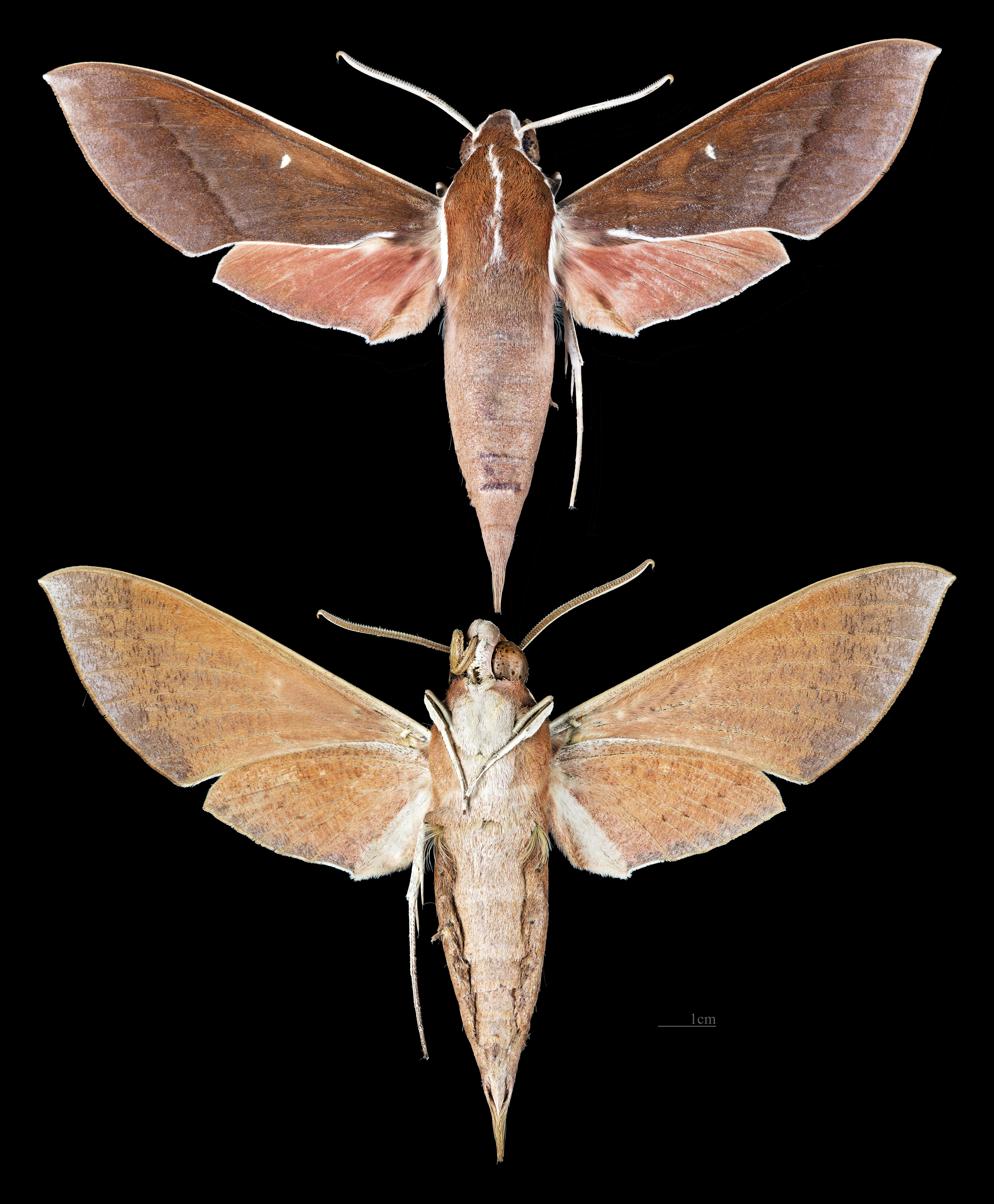
Theretra pallicosta
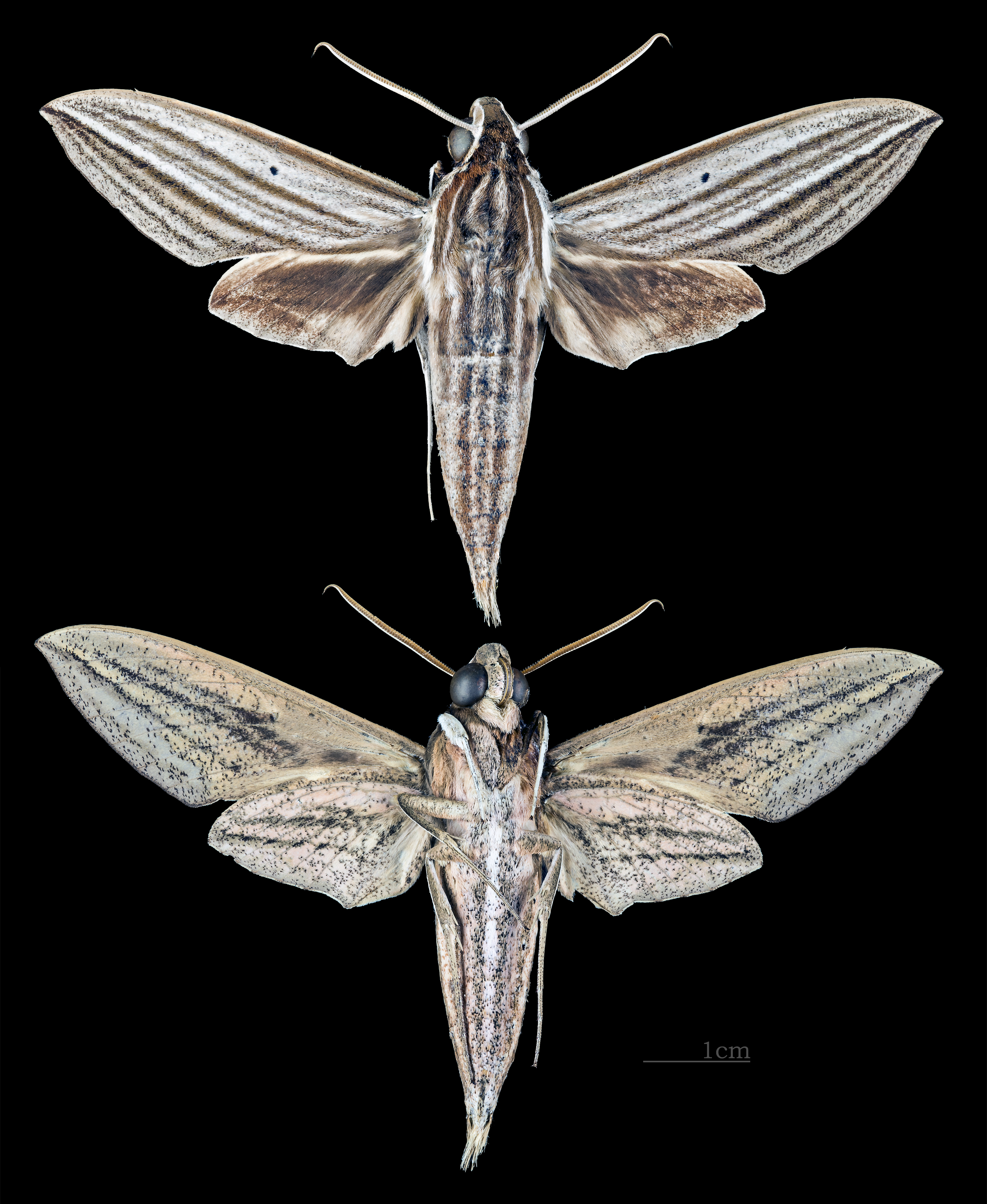
Theretra polistratus
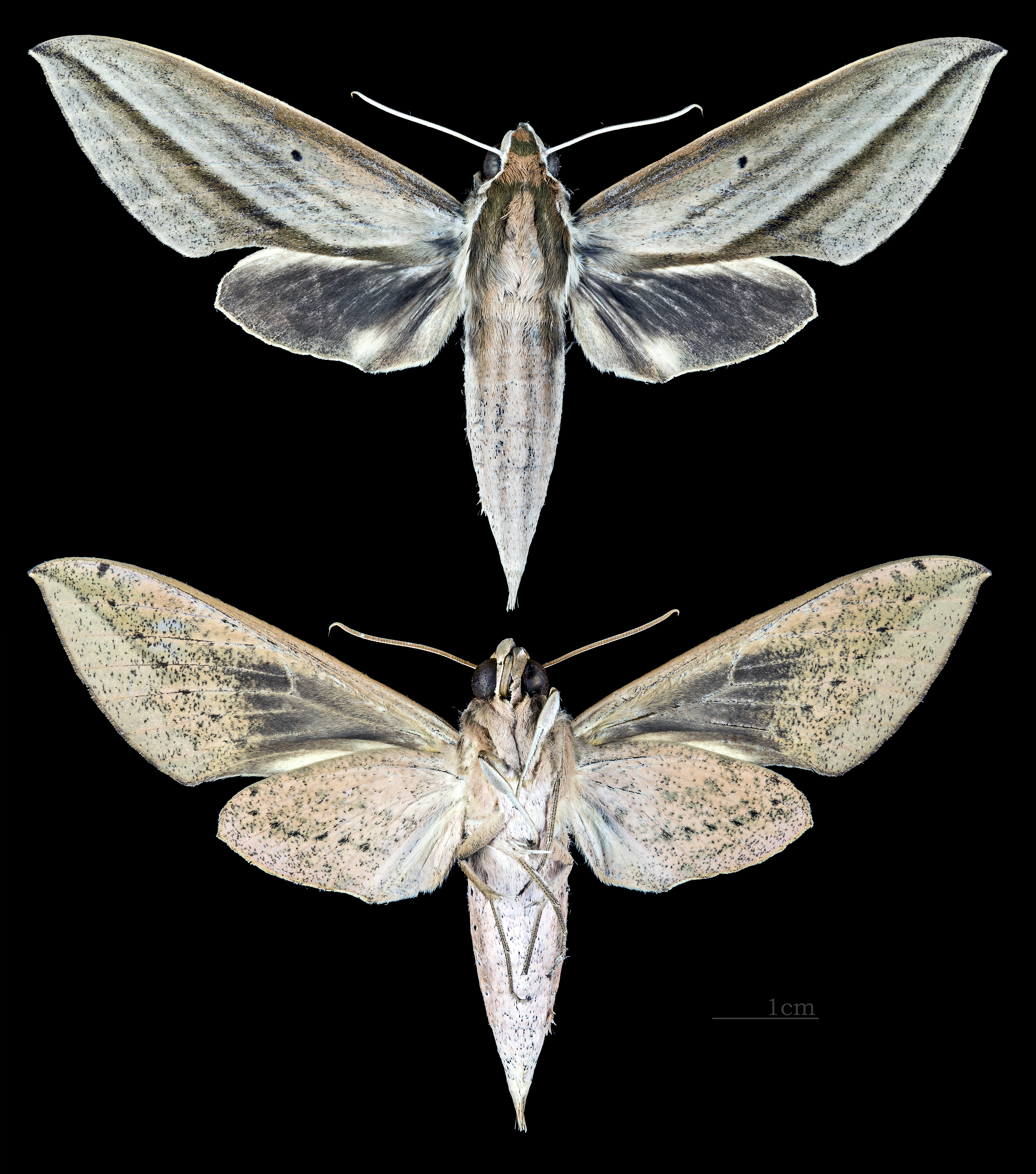
Theretra queenslandi
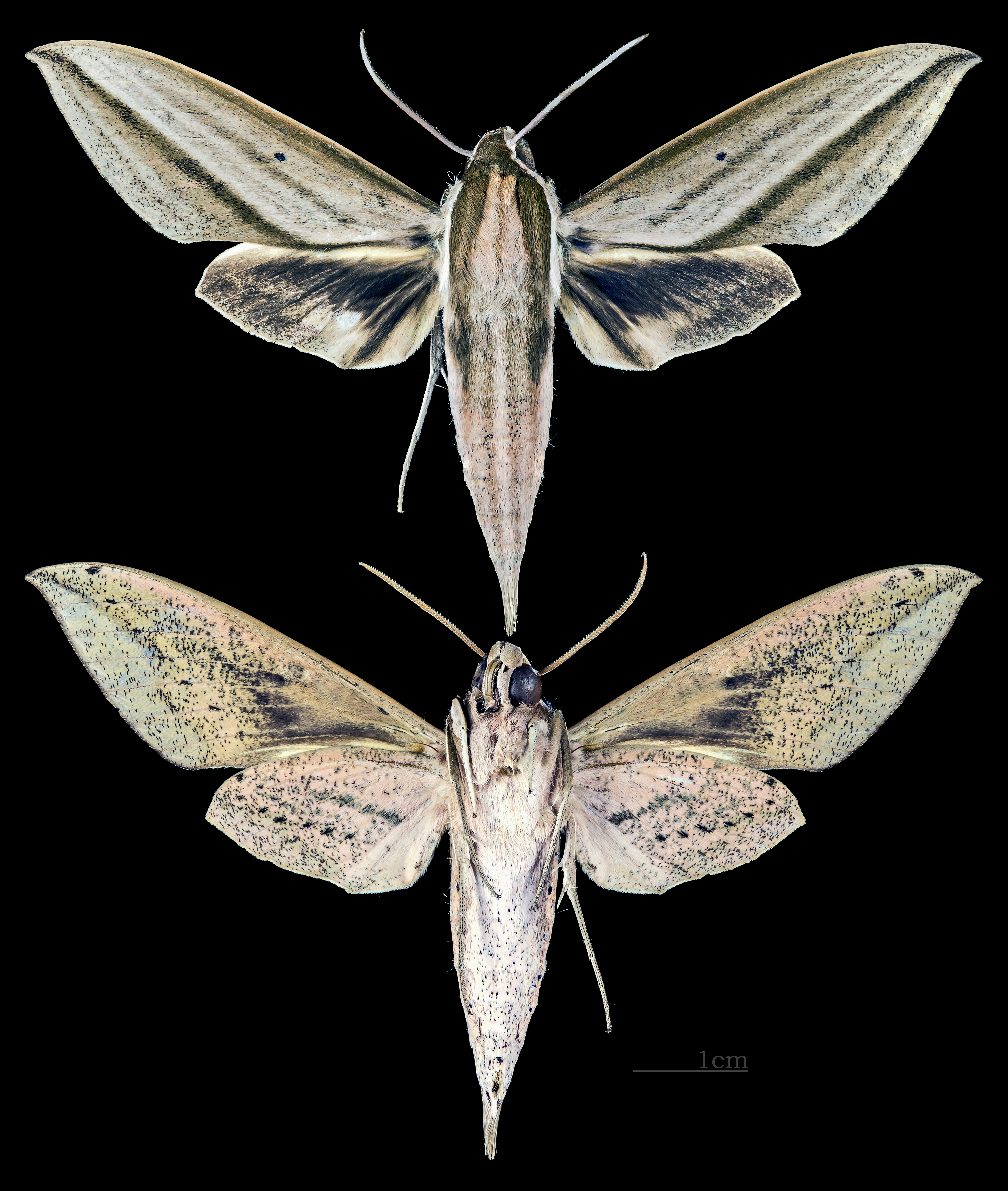
Theretra radiosa
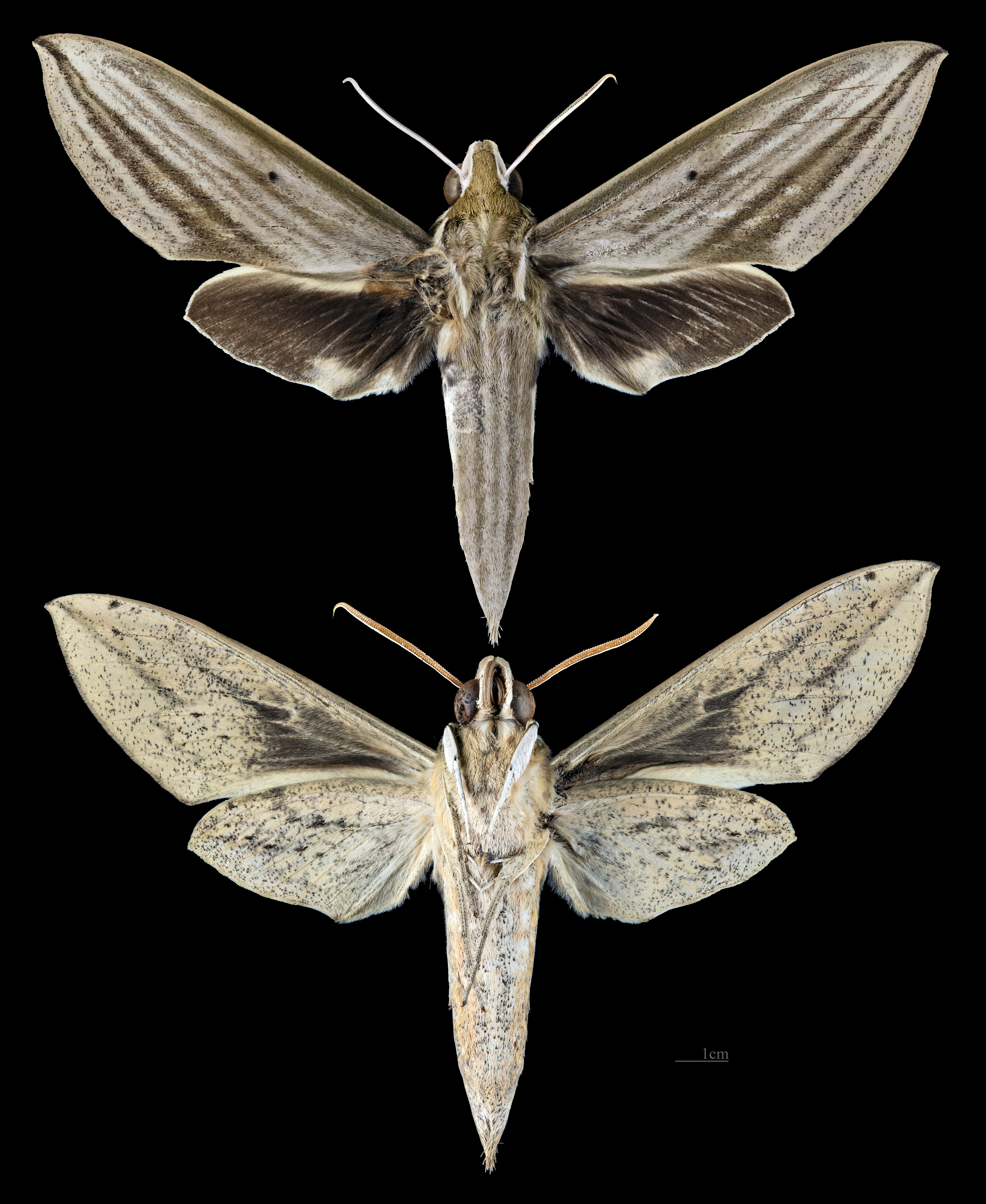
Theretra rhesus
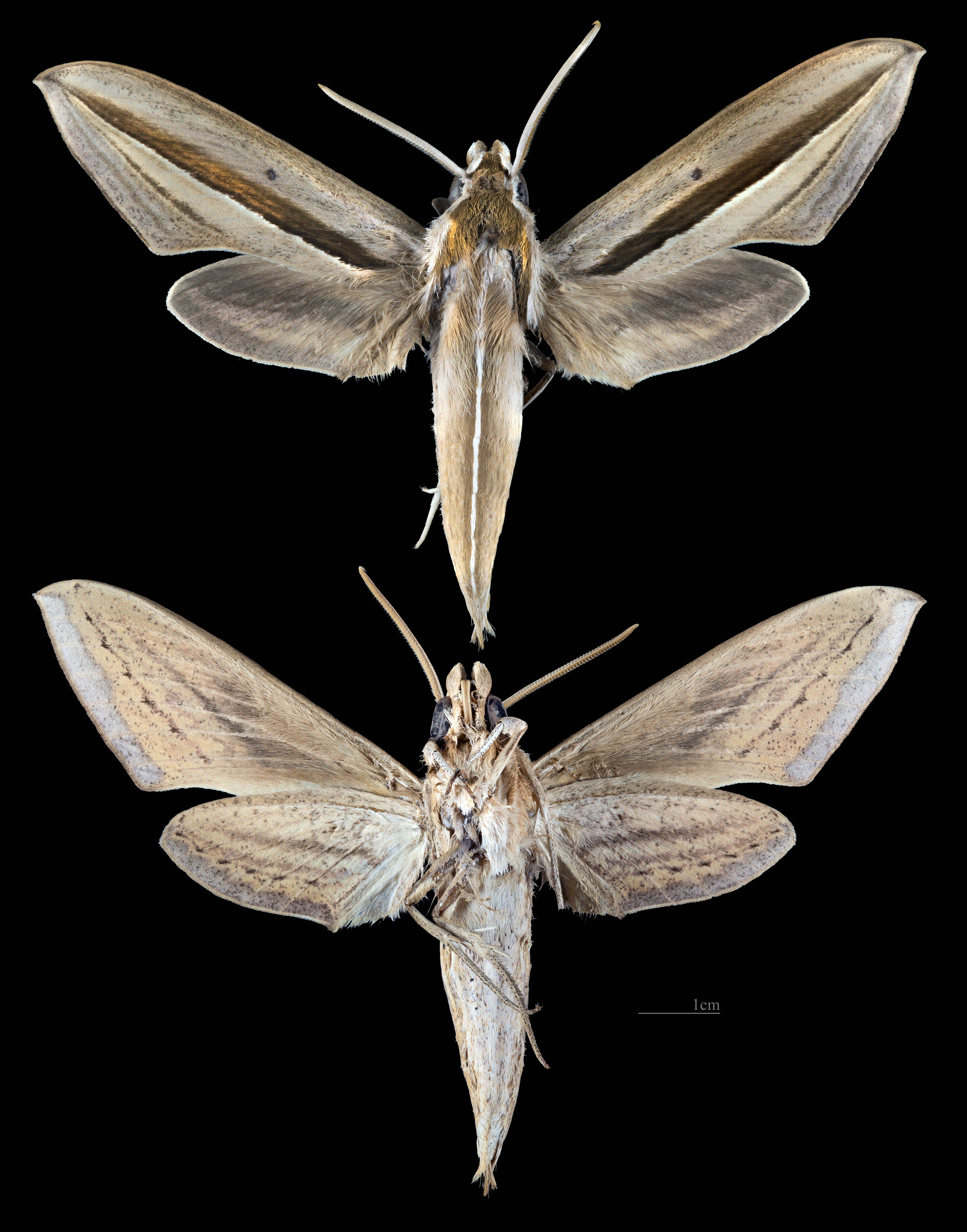
Theretra silhetensis
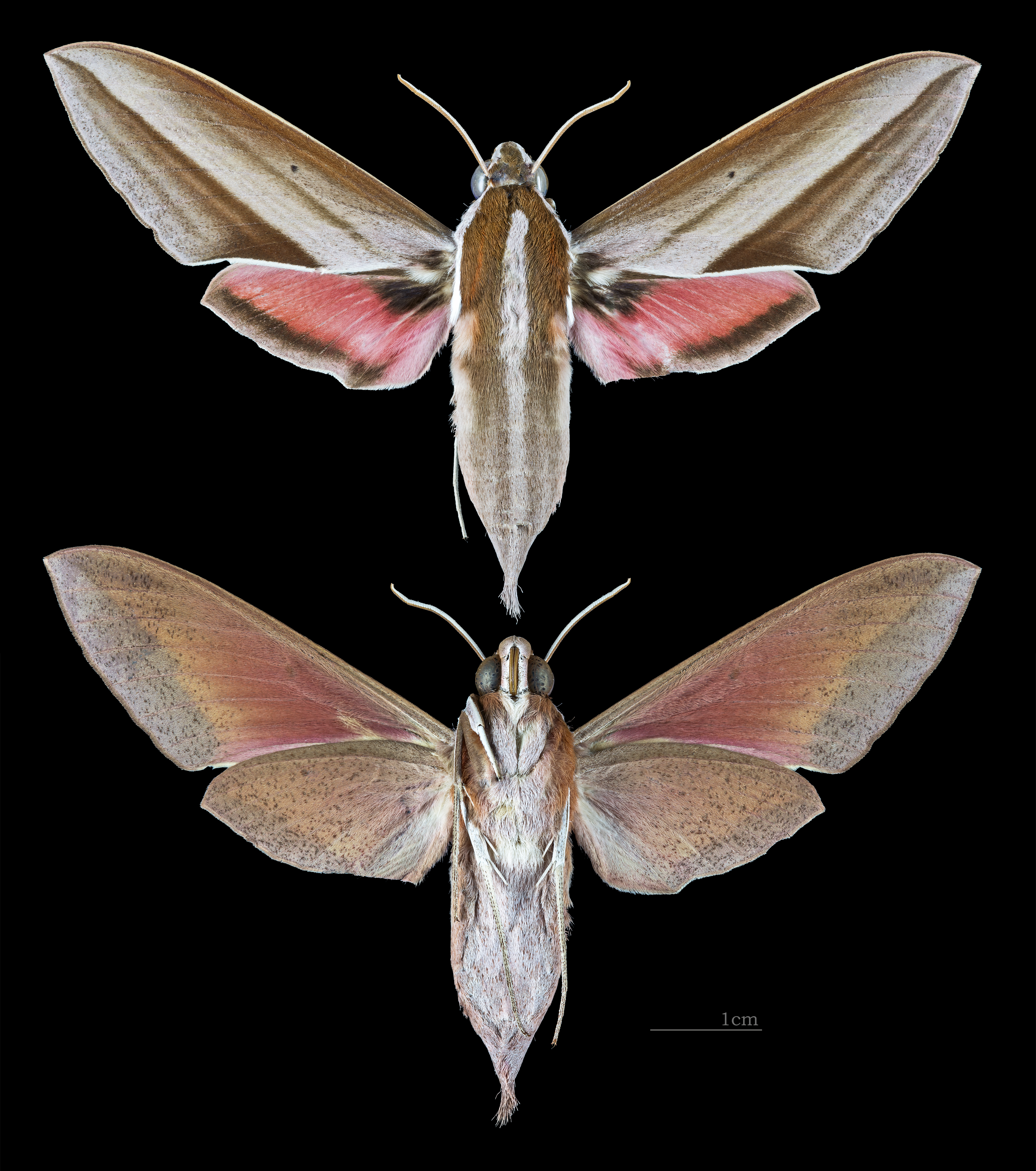
Theretra suffusa
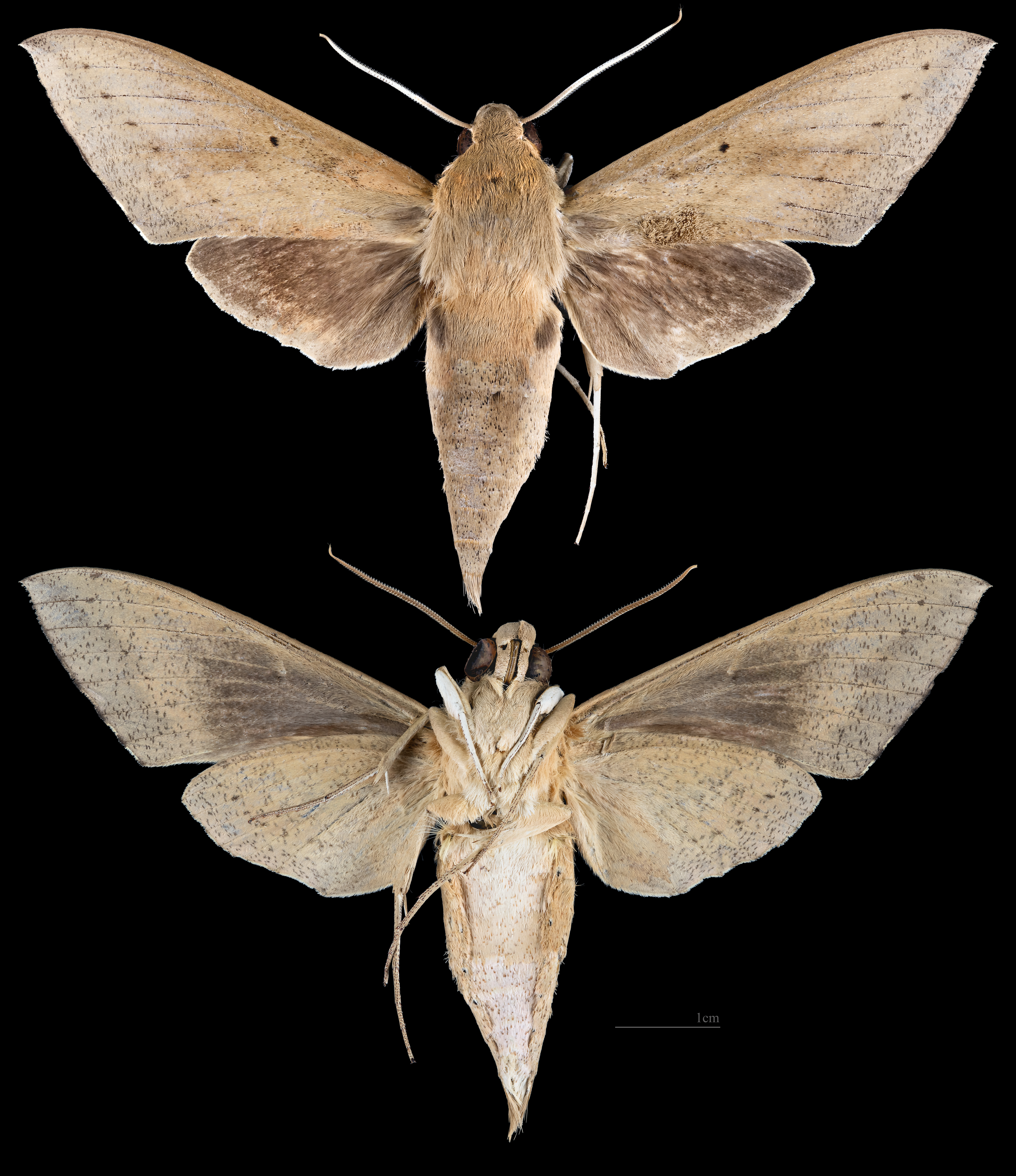
Theretra tryoni